# Mauricio Chiaverano
Mauricio Chiaverano (n. 18 de febrero de 1980, Capitán Bermúdez, Provincia de Santa Fe) es un piloto argentino de automovilismo de velocidad. Desarrolló su carrera deportiva compitiendo en la categoría Top Race, en la que debutara en el año 2009 compitiendo en la extinta divisional Top Race Junior. Desde su debut hasta el año 2014, lleva acumuladas 62 competencias, siendo el piloto con mayor cantidad de presencias en la categoría, combinando sus presencias entre estas dos divisionales.
Debutó en la divisional Top Race Junior en el año 2009 al comando de una unidad Alfa Romeo 156 del equipo de Marcos Di Palma. Tras el cambio de denominación de esta divisional por Top Race Series, continuó compitiendo de manera ininterrumpida hasta su ascenso a la divisional Top Race Series V6 (en realidad, la misma divisional, evolucionada y reformulada con unidades equipadas con motores V6) en el año 2012, donde comenzaría a identificar a sus unidades con el número 8.

## Trayectoria Deportiva
| Año  | Categoría                          | Automóvil              |
| ---- | ---------------------------------- | ---------------------- |
| 2009 | Debut en Top Race Junior           | Alfa Romeo 156         |
| 2010 | Top Race Junior Copa América 2010  | Alfa Romeo 156         |
| 2010 | Top Race Junior Copa América 2010  | Chevrolet Vectra II    |
| 2010 | Torneo Clausura de Top Race Series | Chevrolet Vectra II    |
| 2011 | Top Race Series                    | Chevrolet Vectra II    |
| 2011 | Top Race Series                    | Ford Mondeo II         |
| 2012 | Top Race Series V6                 | Mercedes-Benz C-203    |
| 2013 | Top Race Series V6                 | Mercedes-Benz C-203    |
| 2014 | Top Race Series                    | Fiat Linea Series      |
| 2015 | Top Race Series                    | Chevrolet Cruze Series |

### Trayectoria en el Top Race
| Temporada            | Categoría       | Vehículo                | Equipo                   | Posición final      |
| -------------------- | --------------- | ----------------------- | ------------------------ | ------------------- |
| 2009                 | Top Race Junior | Alfa Romeo 156          | MDP Racing               | 26º (12.00 puntos)  |
| Copa América 2010    | Top Race Series | Alfa Romeo 156          | MDP Racing               | 26º (5.00 puntos)   |
| Copa América 2010    | Top Race Series | Chevrolet Vectra II     | Crespi Competición       | 26º (5.00 puntos)   |
| Torneo Clausura 2010 | Top Race Series | Chevrolet Vectra II     | Crespi Competición       | 13º (24.00 puntos)  |
| 2011                 | Top Race Series | Chevrolet Vectra II     | Crespi Competición       | 36º (2.00 puntos)   |
| 2011                 | Top Race Series | Ford Mondeo II          | JE Motorsport            | 36º (2.00 puntos)   |
| 2012                 | Top Race Series | Mercedes-Benz C-203     | MDP Racing               | 8º (114.00 puntos)  |
| 2013                 | Top Race Series | Mercedes-Benz C-203     | MDP Racing               | 8º (100.00 puntos)  |
| 2014                 | Top Race Series | Fiat Linea Series       | Guidi Competición        | 11º (155.00 puntos) |
| 2014                 | Top Race Series | Fiat Linea Series       | Octanos Competición      | 11º (155.00 puntos) |
| 2015                 | Top Race Series | Chevrolet Cruze Series  | Octanos Competición      | 5º (228.00 puntos)  |
| 2016                 | Top Race Series | Volkswagen Vento Series | Octanos Competición      | 12º (60.00 puntos)  |
| 2017                 | Top Race Series | Fiat Linea Series       | Fiat Octanos Competición | En disputa          |

- [2]